# Християн Стоянов
Християн Николаев Стоянов е български лекоатлет, параолимпиец, състезател в дисциплините бягане на 800 метра и бягане на 1500 метра.

## Биография
Християн Стоянов е роден през 1998 година в Габрово, има увреждане на дясната ръка. Започва да се занимава със спорт в училище, през 2011 година. Състезава се за габровския отбор „Орловец 93“ с треньор Веселин Георгиев. Състезател на „Дунав“ – Русе през 2021 г. и е подкрепен за участието си в Токио от община Русе.
Възпитаник на НАГ и на СУ „Климент Охридски“, където е студент в специалност „Връзки с обществеността“.

## Спортна кариера
През 2013 година на Европейското първенство за хора с увреждания до 23 години, провело се в Бърно, Стоянов печели златен медал на 800 метра и два сребърни медала на 100 метра и скок на дължина. По-късно през годината на Световното първенство в Маягез (Пурто Рико) печели бронз в дисциплината 800 метра до 20 години с резултат 2.14.52 минути и златен медал на 1500 метра.
През 2014 г. на Световното първенство по лека атлетика за хора с увреждания до 23 години, провело се в Стоук Мандевил (Англия), Стоянов става двукратен световен шампион в дисциплините 800 и 1500 метра. 
Стоянов е шампион на България за юноши младша възраст на 800 м и 1500 м за 2015 г. На Европейското първенство за хора с увреждания до 20 години във Вараждин (Хърватия) става шампион на 800 метра и на 1500 метра.
На Световните игри по лека атлетика за младежи с увреждания в Щадсканаал (Нидерландия) през юли 2015 година Стоянов печели златни медали и в двете дисциплини. Резултатът му на 800 метра е 2.00.17 минути, което е и негово лично постижение. В дисциплината 1500 метра печели златото с резултат 4.17.00 минути, с което покрива норматива за участие в световното първенство по лека атлетика при мъжете.
През септември 2015 г. на Световните игри на Международната федерация на спортистите с увреждания, ампутации и инвалидни колички в Сочи, Русия, Стоянов се състезава за първи път заедно с мъжете и постига първи по време резултат 4.24.20 минути, но заради добавен коефициент според увреждането на участниците печели второто място и сребърен медал.
През ноември 2015 година, заедно с останалите призьори от параолимпийски игри, Християн Стоянов получава отличие от Българския олимпийски комитет.
На Европейското състезание през 2016 г. се класира на второ място в дисциплината 1500 метра с резултат 4:03.63 минути.
На Параолимпийските игри в Рио де Жанейро е най-младият състезател в българския отбор и един от най-младите атлети на игрите. На бягането 1500 метра категория T45/T46 завършва на седмо място.
Сребърен медалист от Параолимпийските игри 2020 в Токио през 2021 г. на бягането 1500 м в клас Т46 с време 3:52.63.

## Отличия

### 2014
- Спортист на Габрово в категория „юноши и девойки“.

### 2015
- Спортист на Габрово в категория „юноши и девойки“.[13]

### 2016
- Спортист на годината за Габрово[14]
- Първо място в категория „деца/младежи в неравностойно положение - спорт“ в шестото издание на наградите на Фондация „Енчо Керязов“

### 2017
- Награда на кмета на Габрово[15]

### 2021
- „Спортист с увреждания“ за годината.[16]